# Chloé Bulleux

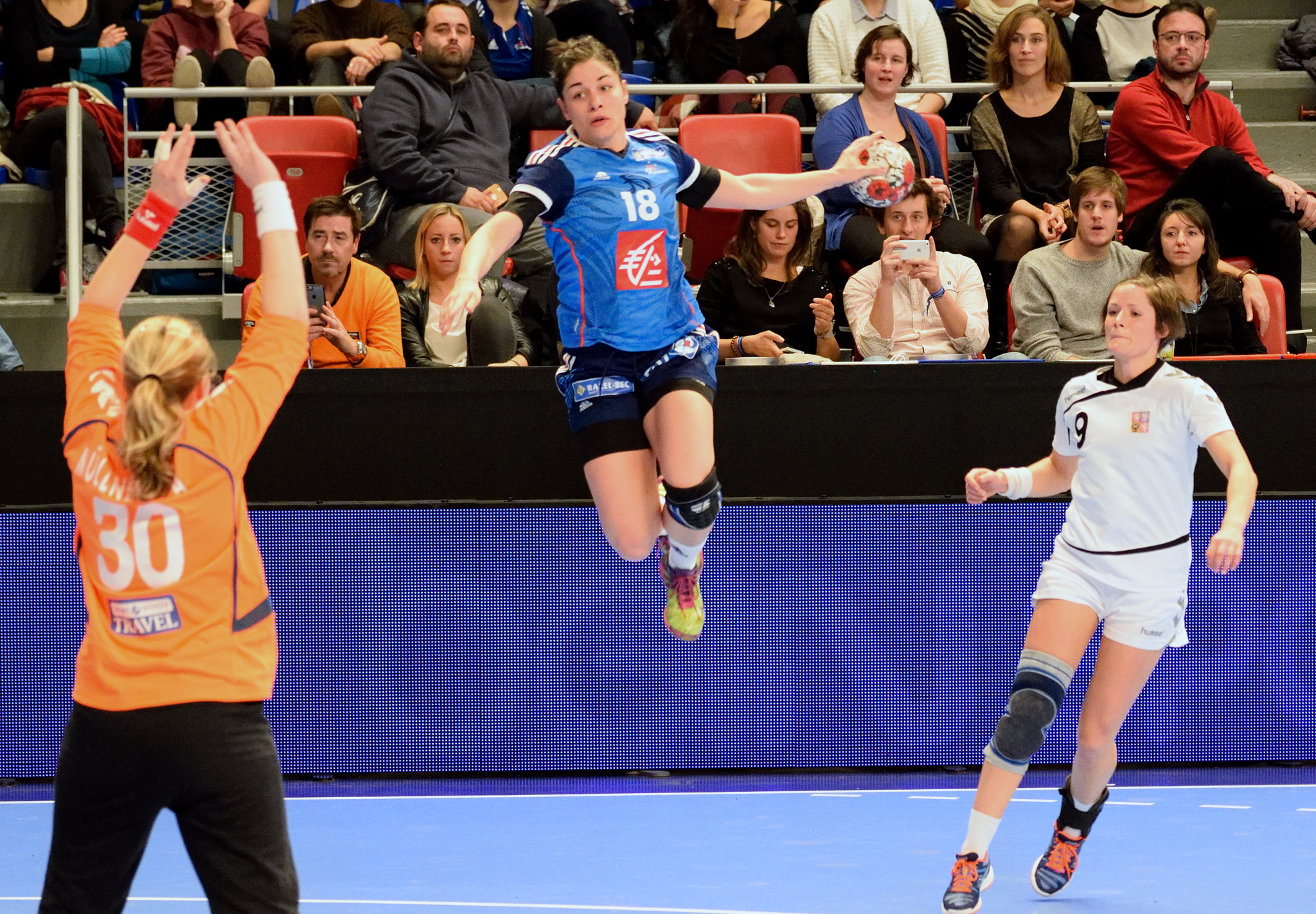
Chloé Bulleux au tir avec l'équipe de France face à la République tchèque lors du TIPIFF 2015.

Chloé Bulleux, née le 18 novembre 1991 à Annecy, est une joueuse française internationale de handball, vice-championne olympique en 2016. Elle joue au poste d'ailière droite.

## Carrière
Chloé Bulleux est la fille de Franck Bulleux, ancien entraîneur de l'OGC Nice. Après deux années en sport-études à Marseille, elle rejoint le centre de formation de Nîmes à l'âge de 16 ans. Dès sa première saison, elle intègre l'équipe première et remporte la coupe Challenge 2009.
Après avoir évolué cinq saisons à Nîmes, elle rejoint le Metz Handball à l'été 2013, pour remplacer l'internationale française Katty Piejos. À Metz, elle remporte la coupe de la Ligue et le championnat de France en 2014. 
En manque de temps de jeu au début de la saison 2014-2015, elle quitte le club fin septembre pour rejoindre l'Union Mios Biganos-Bègles en tant que joker médical et pallier la blessure d'Audrey Deroin. Elle s'y impose rapidement et ses bonnes performances lui valent d'être élue meilleure joueuse du championnat pour le mois de février 2015.
En mars 2015, elle figure dans la liste des 18 joueuses retenues en équipe de France pour disputer la Golden League. Elle honore sa première sélection en équipe de France senior, et marque son premier but, le 19 mars 2015, contre le Danemark lors de la Golden League.
Avec l'Union Mios Biganos-Bègles, elle remporte la Coupe Challenge 2015 et termine meilleure marqueuse de la compétition,. Après le dépôt de bilan de l'Union Bègles Bordeaux-Mios Biganos à l'automne 2015, Chloé Bulleux retrouve son club formateur, Nîmes. 
En décembre 2015, elle est retenue dans la liste des 18 joueuses retenues pour participer au championnat du monde 2015 avec l'équipe de France, sa première compétition internationale. Bulleux et les Françaises terminent à la 7e place.
Après le dépôt de bilan en mars 2016 du HBC Nîmes, pourtant qualifié pour les phases finales du championnat, elle tente une première expérience à l'étranger en s'engageant avec le club hongrois du Siófok KC, aux côtés de sa coéquipière en équipe de France, Estelle Nze Minko.
Chloé Bulleux fait partie des joueuses retenues en équipe de France pour disputer les Jeux olympiques de 2016 à Rio de Janeiro. En finale, la France s'incline face à la Russie et se contente d'une médaille d'argent.
En Hongrie, les premiers mois au Siófok KC sont compliqués et Chloé Bulleux joue peu. Elle commence à se faire une place dans les rotations de l'équipe à la fin de l'automne mais elle se blesse gravement au genou droit en décembre et met un terme à sa saison. En février, elle annonce quitter la Hongrie à la fin de la saison pour rejoindre Issy Paris Hand à compter de l'été 2017, où elle remplace Karolina Zalewski.
En 2019, elle signe un contrat de deux ans au Toulon Saint-Cyr Var Handball.
Le 1er février 2022, elle donne naissance à son premier enfant. Deux mois plus tard, elle accuse son club de ne pas avoir activé son année de contrat optionnelle (qui aurait pu la faire rester jusqu’en 2023) en conséquence de sa maternité alors qu'elle était encore capitaine de l'équipe la saison précédente.
Elle quitte alors le monde professionnel, signant à l'Union du pays d'Aix Bouc Handball. Elle rejoint ensuite le HBC Val d'Argens (Puget-sur-Argens) avec lequel elle obtient la promotion du club en championne de France de Nationale 1 en 2025. En 2025, elle prend enfin la direction du Hyères Olympique Sport.

## Palmarès

### En sélection
Jeux olympiques
- médaille d'argent aux Jeux olympiques 2016 à Rio de Janeiro

### En club
compétitions internationales
- vainqueur de la coupe Challenge (C4) (2) : 2009 (avec le HBC Nîmes) et 2015 (avec Mios Biganos-Bègles)

compétitions nationales
- vainqueur du Championnat de France en 2014 (avec Metz Handball)
- vainqueur de la coupe de la Ligue en 2014 (avec Metz Handball)
- finaliste de la coupe de la Ligue en 2010, 2013 (avec le HBC Nîmes) et en 2015 (avec Mios Biganos-Bègles)

distinctions individuelles
- meilleure marqueuse de la coupe Challenge 2015 (avec Mios Biganos-Bègles)
- meilleure joueuse du championnat de France pour les mois de février et octobre 2015

## Distinctions
- chevalier de l'ordre national du Mérite le 1er décembre 2016[23]

## Galerie

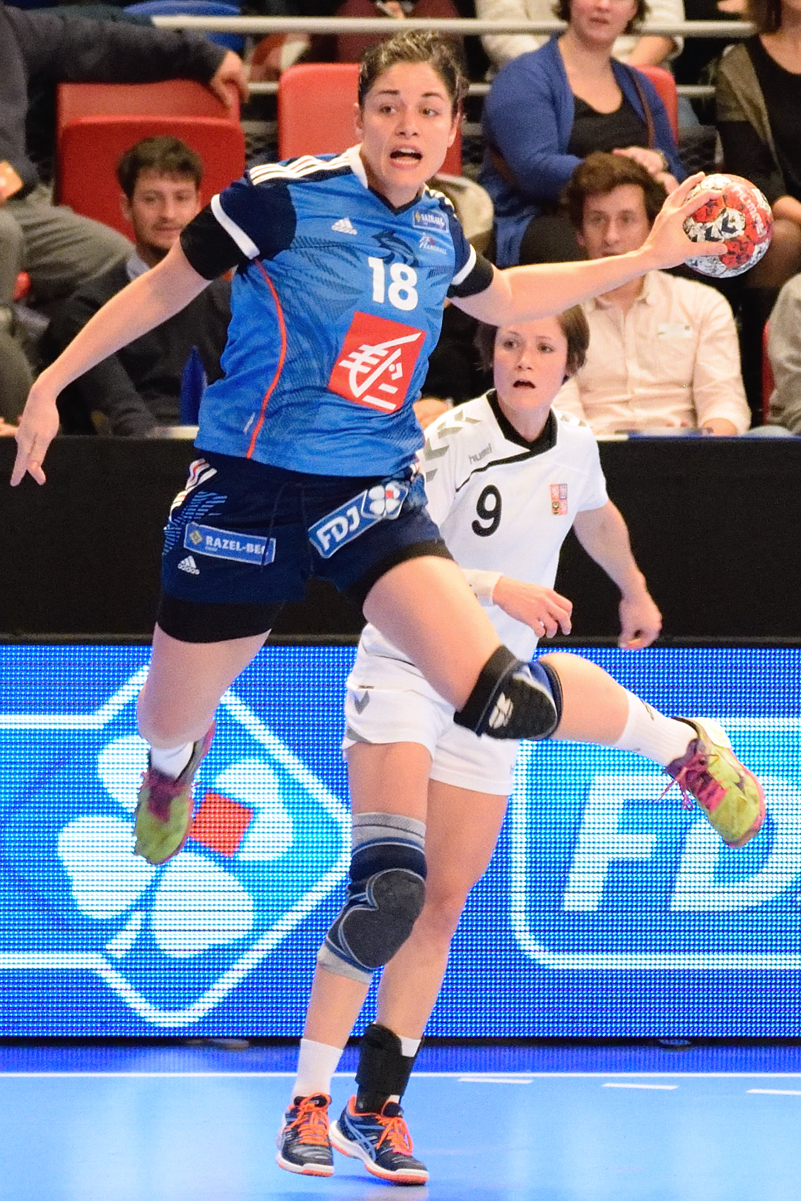
Avec la France en 2015
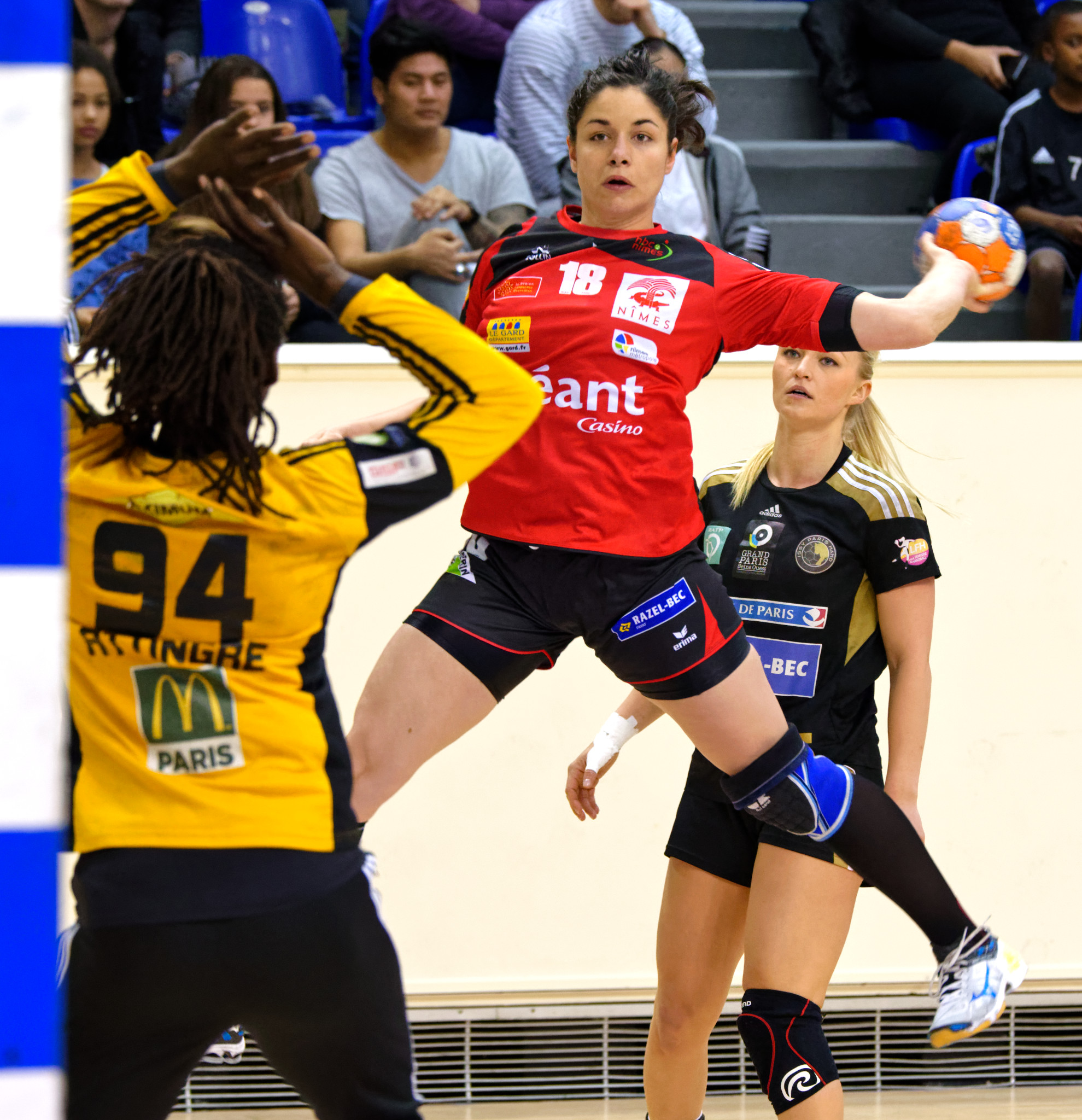
Avec le HBC Nîmes en 2016
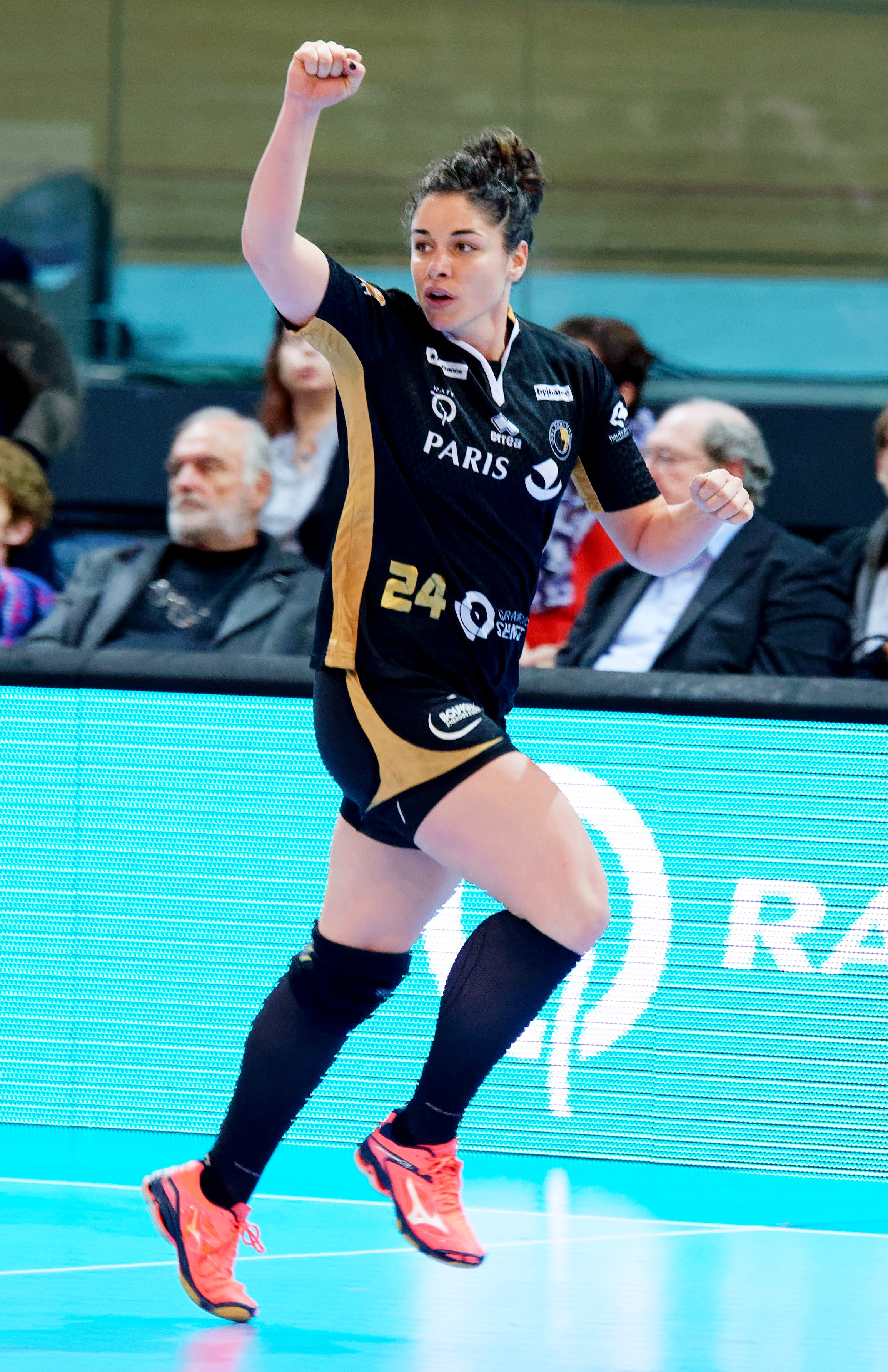
Avec l'Issy Paris Hand en 2018.
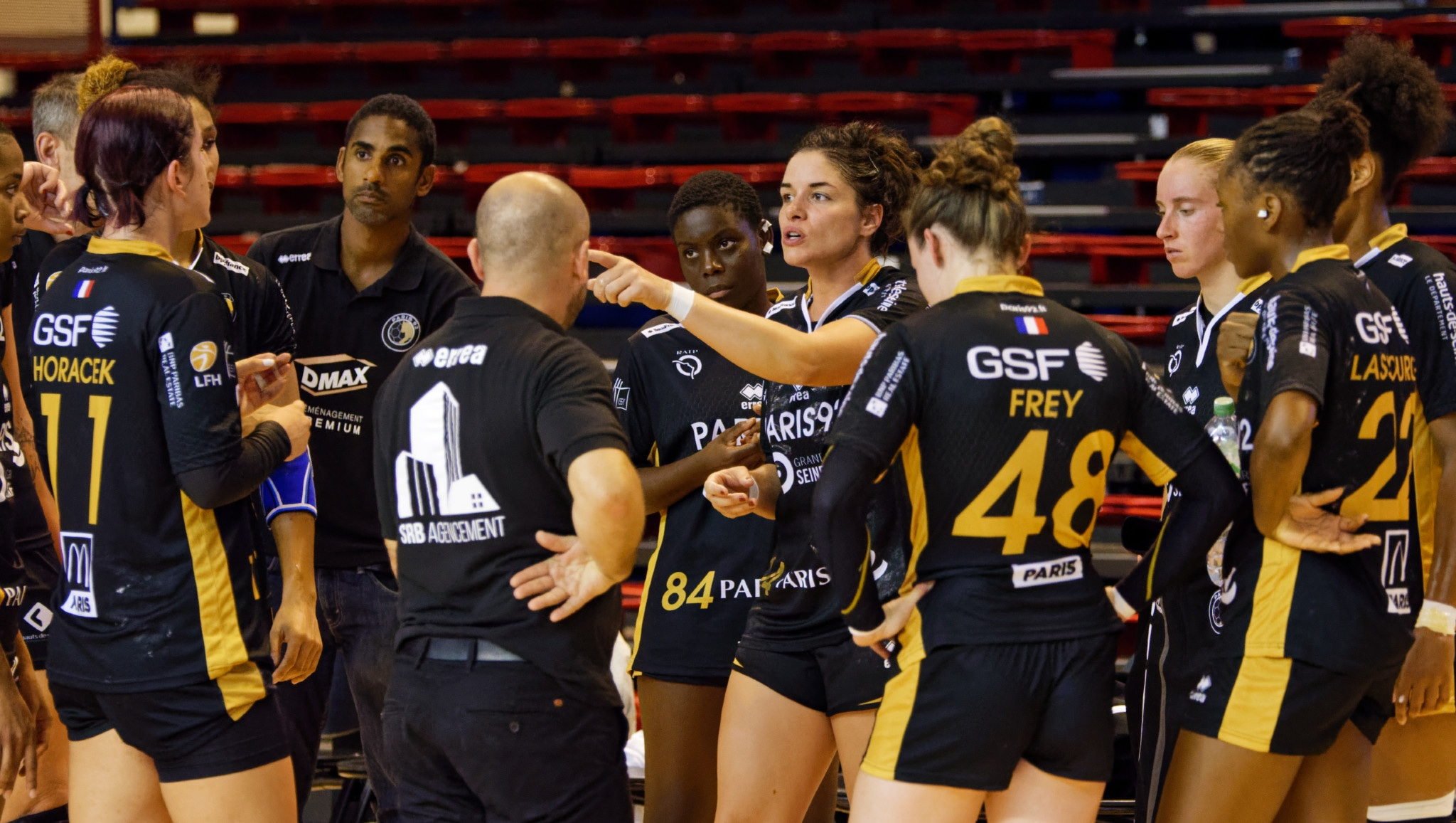
idem